# ماریا ویکول
ماریا ویکول (انگلیسی: Maria Vicol; ۱۷ اکتبر ۱۹۳۵ – ۱۳ مارس ۲۰۱۵) ورزشکار شمشیربازی اهل رومانی بود.
وی در مسابقات کشوری و بین‌المللی در مجموع برندهٔ ۱ مدال طلا، ۲ مدال نقره، ۳ مدال برنز شده‌است.